# Cryptista
A Cryptista eukarióta klád. Valószínűleg a növényeket és sok algát tartalmazó Archaeplastida rokona a Diaphoretickesen belül.
Bár néha a Haptista csoporttal együtt a Hacrobiába és a Chromista országba tették, újabb kutatások szerint a két utóbbi csoport nem klád. Például egy 2006-os széles filogenomikai tanulmány kimutatta, hogy a Cryptista az Archaeplastida rokona, míg a Haptophyta a Saré.

## Élőhely
Folyók, tavak, tengerek fitoplanktonjában élnek.

## Evolúció
A Cryptista fejlődéstörténetére két feltételezést adnak Yabuki et al. 2014-es tanulmányukban, az egyik szerint utolsó közös ősük mixotróf – foto- és fagotróf – volt, és a Palpitomonas, a Katablepharida és a Goniomonada külön vesztették el fotoszintézisre való képességüket, míg a Cryptophyceae a fagocitózisra valót vesztette el, a másik szerint az utolsó közös ős tisztán heterotróf volt, és csak a Cryptophyceae lett előbb mixo-, majd tisztán fototróf.

## Genetika
A Cryptista, a Haptista és a Sar minden tagja rendelkezik elsősorban mitokondriális célpontú HCF101-paralóggal (mHCF101), azonban nem rendelkeznek Ind1-gyel. Ez annak plasztiszaikat másodlagosan vesztett (például csillósok és Cryptosporidium) vagy redukált nem fotoszintetikus plasztiszú élőlényekben (például Apicomplexa) való jelenlétét magyarázza.
Egyes Cryptophyta-fajok, például a Chroomonas mesostigmatica, a Geminigera cryophila, a Guillardia theta, a Hemiselmis rufescens és a Rhodomonas spp. ezenkívül rendelkeznek chHCF101-gyel is.

## Taxonómia

### Külső
A Cryptista a Microheliella nemzetséggel együtt alkotja a Pancryptista Yazaki et al., 2022 kládot 319 gén elemzése alapján. A Microheliella az Archaeplastida monofíliája szempontjából fontos heterotróf nemzetség. A Microheliella, a Cryptista és az Archaeplastida együtt a Cam kládot alkotják. A Cryptophyceae taxonmintától függően a vörösmoszatok rokonának tűnt, és a filogenetikai „zaj” nehezítette az Archaeplastida monofíliájának stabil igazolását a korábbi tanulmányokban.

### Belső
Cavalier-Smith, Chao és Lewis 2015-ös tanulmányai alapján
- Corbihelia
  - Phylum Microheliellida Tedersoo 2017 [Endohelia Cavalier-Smith 2015]
    - Classis Endohelea Cavalier-Smith 2012
- Cladus Cryptista s.s.
  - Phylum Palpitophyta Tedersoo 2017
    - Classis Palpitea Cavalier-Smith 2012

  - Cladus Rollomonadia Cavalier-Smith 2013 stat. nov.
    - Phylum Kathablepharidophyta Okamoto & Inouye 2005 [Leucocrypta Cavalier-Smith 2015]
      - Classis Leucocryptea Cavalier-Smith 2004[13] [Kathablepharidea (sic) Okamoto et Inouye 2005; Kathablepharidophyceae]

    - Phylum Cryptophyta Pascher 1913 em. Adl et al. 2012 (Cryptomonada Cavalier-Smith 2004 sta. n.]
      - Classis Goniomonadea Cavalier-Smith 1993
      - Classis Cryptophyceae Fritsch 1937

Eredetileg csak a Cryptomonadát, vagyis a Cryptophyceaet és a Goniomonadát tartalmazta, később azonban a Palpitiát és a Corbiheliát is ide sorolták. Utóbbiról azonban kiderült, hogy nem monofiletikus.

## Fordítás
Ez a szócikk részben vagy egészben  a   Cryptista című angol Wikipédia-szócikk ezen változatának fordításán alapul.  Az eredeti cikk szerkesztőit annak laptörténete sorolja fel. Ez a jelzés csupán a megfogalmazás eredetét és a szerzői jogokat jelzi, nem szolgál a cikkben szereplő információk forrásmegjelöléseként.